# Општина Велвендо
Општина Велвендо (грч. Δήμος Βελβεντού, Димос Велвенду) је општина у Грчкој у Кожанском округу, периферија Западна Македонија. Административни центар је град Велвендо. По подацима из 2021. године број становника у општини је био 3.057.

## Насељена места
Општина Велвендо је формирана 2019. године одвајањем од бивше општине Сервија-Велвендо.
- Општинска јединица Велвендо: Велвендо, Витивјани, Катафигио, Палеограцано, Скулјари.